# Still Alive...And Well?
Still Alive...And Well? è una raccolta di brani della thrash metal band Megadeth. L'album prodotto da Dave Mustaine e da Bill Kennedy, è uscito il 10 settembre 2002 sotto l'etichetta della Sanctuary Records.
Il nome dell'album è la risposta alla domanda "cosa vorresti scrivere sulla tua tomba?" rivolta da un giornalista a Mustaine.
Le prime otto tracce del disco sono state estratte dal concerto fatto dal gruppo il 17 novembre 2001 al Web Theater Phoenix, Arizona, USA. Le ultime 6 invece, sono state estratte dall'album The World Needs a Hero. Il concerto al Web Theatre è stato l'ultimo prima dello scioglimento dei Megadeth.

## Tracce
1. Time, the Beginning (live; Mustaine, Marty Friedman) – 2:27
2. Use the Man (live; Mustaine, Marty Friedman) - 4:00
3. The Conjuring (live) – 5:26
4. In My Darkest Hour (live; Mustaine, David Ellefson) – 5:29
5. Sweating Bullets (live) – 4:43
6. Symphony of Destruction (live) – 5:24
7. Holy Wars (live) – 5:51
8. Silent Scorn (live) – 3:00
9. Moto Psycho – 3:05
10. Dread and the Fugitive Mind – 4:24
11. Promises (Mustaine, Al Pitrelli) – 4:26
12. The World Needs a Hero – 3:52
13. Burning Bridges – 5:20
14. Return to Hangar – 4:00

## Formazione
- Dave Mustaine – voce, chitarra
- David Ellefson – basso
- Al Pitrelli – chitarra, voce di sottofondo
- Jimmy DeGrasso – batteria